# Episteme sectinotis
Episteme sectinotis är en fjärilsart som beskrevs av Butler 1875. Episteme sectinotis ingår i släktet Episteme och familjen nattflyn. Inga underarter finns listade i Catalogue of Life.